# 京都精华大学短期大学部
京都精华大学短期大学部（日语：／ Kyōto Seika Daigaku Tanki Daigakubu *）是过去一所位于日本京都府京都市左京区的私立短期大学。前身是京都精华短期大学（日语：／ Kyōto Seika Tanki Daigaku *）。

## 概要

### 简介
- 学校最早可以追溯到1905年即京都精华学园的创立[1]、短期大学为于1968年开办[2]、由学校法人京都精华学园经营。招生到1988年、停办于1991年[3]。招収男女学生从开办。

### 历史
- 1968年 京都精华短期大学成立并同时设置三个学科、以下列举。
  - 美术科[注 2]
  - 英语英文科
- 1970年 两个专攻成立于专科、以下列举[4]。
  - 美术专攻[注 3]
  - 英语英文专攻
- 1978年 改校名为'京都精华大学短期大学部'。
- 1988年 最后一年招生、次年停止招生（正式停办于1991年6月13日[3]）。

## 学校环境
- 校区：在了京都府京都市左京区[注 1]

## 历任校长
- 冈本精一：第一代短期大学校长[5]。
- 笠原芳光：最后短期大学校长[6]。

## 组织

### 学科
- 英语英文科

### 前学科
| - 美术科 |

### 专科
| - 美术专攻 - 英语英文专攻 |

### 业余课程
| - 没有 |

## 相关链接
- 日本短期大学列表